# Élections législatives de 1988 dans l'Ardèche
Les élections législatives françaises de 1988 se déroulent les 5 et 12 juin 1988.  Dans le département de l'Ardèche, trois députés sont à élire dans le cadre de trois circonscriptions.

## Élus
| Circonscription | Député sortant        | Parti                 | Parti                 | Député élu        | Parti | Parti |
| --------------- | --------------------- | --------------------- | --------------------- | ----------------- | ----- | ----- |
| 1re             | Scrutin proportionnel | Scrutin proportionnel | Scrutin proportionnel | Robert Chapuis    |       | PS    |
| 2e              | Scrutin proportionnel | Scrutin proportionnel | Scrutin proportionnel | Régis Perbet      |       | RPR   |
| 3e              | Scrutin proportionnel | Scrutin proportionnel | Scrutin proportionnel | Jean-Marie Alaize |       | PS    |

## Positionnement des partis
L'UDF et le RPR se présentent unis sous l'étiquette « Union du Rassemblement et du Centre » tandis que les candidats du Parti socialiste se rangent sous la bannière de la « Majorité présidentielle pour la France unie », slogan de la campagne présidentielle de François Mitterrand.

## Résultats

### Résultats à l'échelle du département
| Parti          | Parti                               | Premier tour | Premier tour | Second tour | Second tour | Sièges |
| Parti          | Parti                               | Voix         | %            | Voix        | %           | Sièges |
| -------------- | ----------------------------------- | ------------ | ------------ | ----------- | ----------- | ------ |
|                | Rassemblement pour la République    | 32 616       | 24,37        | 48 521      | 32,71       | 1      |
|                | Divers droite                       | 13 902       | 10,39        |             |             | 0      |
|                | Union pour la démocratie française  | 11 509       | 8,60         | 23 738      | 16,00       | 0      |
|                | Union du Rassemblement et du Centre | 58 027       | 43,35        | 72 259      | 48,71       | 1      |
|                |                                     |              |              |             |             |        |
|                | Parti socialiste                    | 34 257       | 25,59        | 50 211      | 33,85       | 2      |
|                | Divers gauche (Maj. prés.)          | 16 942       | 12,65        | 25 880      | 17,44       | 0      |
|                | La France unie                      | 51 199       | 38,25        | 76 091      | 51,29       | 2      |
|                |                                     |              |              |             |             |        |
|                | Parti communiste français           | 13 784       | 10,30        |             |             | 0      |
|                | Front national                      | 10 854       | 8,11         | 0           |             |        |
|                |                                     |              |              |             |             |        |
| Inscrits       | Inscrits                            | 203 695      | 100,00       | 202 985     | 100,00      | 3      |
| Abstentions    | Abstentions                         | 67 579       | 33,18        | 51 135      | 25,19       |        |
| Votants        | Votants                             | 136 116      | 66,82        | 151 850     | 74,81       |        |
| Blancs et nuls | Blancs et nuls                      | 2 252        | 1,65         | 3 500       | 2,3         |        |
| Exprimés       | Exprimés                            | 133 864      | 98,35        | 148 350     | 97,7        |        |

### Résultats par circonscription

#### Première circonscription (Privas)
La circonscription de Privas était composée des cantons de Bourg-Saint-Andéol, Chomérac, Le Cheylard, Privas, Rochemaure, Saint-Martin-de-Valamas, Saint-Pierreville, Vernoux-en-Vivarais, Viviers et La Voulte-Sur-Rhône. Les trois principaux candidats en lice dans cette circonscription (par ordre alphabétique) :
- Georges Chagounoff, 45 ans, maire de Saint-Vincent-de-Barrès, représentant le RPR et soutenu par l'UDF ;
- Robert Chapuis, 55 ans, secrétaire d'État, député sortant et maire du Teil, investi par le Parti socialiste ;
- Alain Feuchot, 33 ans, portant les couleurs du PCF.

| Candidat                                                   | Candidat           | Parti          | Premier tour | Premier tour | Second tour | Second tour |  |
| Candidat                                                   | Candidat           | Parti          | Voix         | %            | Voix        | %           |  |
| ---------------------------------------------------------- | ------------------ | -------------- | ------------ | ------------ | ----------- | ----------- |  |
|                                                            | Robert Chapuis élu | PS             | 18 133       | 42,53        | 25 473      | 54,53       |  |
|                                                            | Georges Chagounoff | RPR (URC)      | 15 421       | 36,16        | 21 244      | 45,47       |  |
|                                                            | Alain Feuchot      | PCF            | 5 300        | 12,43        |             |             |  |
|                                                            | Jean Garel         | FN             | 3 781        | 8,86         |             |             |  |
|                                                            |                    |                |              |              |             |             |  |
| Inscrits                                                   | Inscrits           | Inscrits       | 64 326       | 100,00       | 64 231      | 100,00      |  |
| Abstentions                                                | Abstentions        | Abstentions    | 20 823       | 32,37        | 16 233      | 25,27       |  |
| Votants                                                    | Votants            | Votants        | 43 503       | 67,63        | 47 998      | 74,73       |  |
| Blancs et nuls                                             | Blancs et nuls     | Blancs et nuls | 868          | 2            | 1 281       | 2,67        |  |
| Exprimés                                                   | Exprimés           | Exprimés       | 42 635       | 98           | 46 717      | 97,33       |  |
| Source : Data.gouv.fr et Le Monde du 14 juin 1988, page 18 |                    |                |              |              |             |             |  |

##### Analyse
Jean-François Michel, Jean-Louis Chirouze et Amédée Imbert ayant refuser de se lancer dans une élection perdu d'avance face à Robert Chapuis devenu secrétaire d'État au ministère de l'Éducation Nationale aux côtés de Lionel Jospin dans le Gouvernement Rocard et grand favori à sa réélection. Ce fut Georges Chagounoff qui fut choisi. Donné gagnant au premier tour par la presse, Chapuis conserve comme suppléant Claude Laréal (qui a de grandes chances de devenir député) à la suite du refus de Jean-Pierre Viale (ancien conseiller général et chef de l'opposition au conseil municipal de Privas) mais le candidat PS fait une campagne jugée lisse alors que Chagounoff (déjà candidat en 1978) et aidé par le jeune maire de Saint-Pierreville Michel Valla fait une campagne active sachant que le combat est joué d'avance. Au soir du premier tour, c'est la déception pour Chapuis qui arrive nettement en tête avec près de 43 % des voix alors que Georges Chanounoff réalise 36 % et le candidat communiste Alain Feuchot fait le bon score de 12,43 % et le dimanche 12 juin, Robert Chapuis est réélu avec 54,53 % suffrages (moins qu'en 1981) face au candidat du RPR qui fait le score inespéré de 45,47 %. Chapuis est majoritaire dans 8 cantons sur 10 alors que Chagounoff est en tête dans ceux du Cheylard, de Saint-Martin-de-Valamas et dans la ville de Privas avec 52 %. Le député-maire du Teil reconnaîtra plus tard qu'il fut déçu de son résultat mais il est conservé dans le Gouvernement Rocard II et c'est Claude Laréal (aussi conseiller général et maire de La Voulte-sur-Rhône) qui ira siéger à l'Assemblée Nationale.

#### Deuxième circonscription (Annonay)
La circonscription de Tournon était composée des cantons de Annonay-Nord, Annonay-Sud, Lamastre, Saint-Agrève, Saint-Félicien, Saint-Péray, Satillieu, Serrières et Tournon. Les trois principaux candidats en lice dans cette circonscription (par ordre alphabétique) :
- Dominique Chambon, 31 ans, conseiller général et maire adjoint d'Annonay, candidat dissident de l'UDF ;
- Jacques Dondoux, 56 ans, maire adjoint de Saint-Agrève et ancien directeur général des télécommunications, candidat DVG soutenu par le PS ;
- Régis Perbet, 69 ans, député sortant et conseiller général d'Annonay-Sud, investi par le RPR et soutenu par l'UDF.

| Candidat                                                   | Candidat          | Parti                      | Premier tour | Premier tour | Second tour | Second tour |  |
| Candidat                                                   | Candidat          | Parti                      | Voix         | %            | Voix        | %           |  |
| ---------------------------------------------------------- | ----------------- | -------------------------- | ------------ | ------------ | ----------- | ----------- |  |
|                                                            | Régis Perbet élu  | RPR (URC)                  | 17 195       | 35,66        | 27 277      | 51,31       |  |
|                                                            | Jacques Dondoux   | Divers gauche (Maj. prés.) | 16 942       | 35,14        | 25 880      | 48,69       |  |
|                                                            | Dominique Chambon | diss. UDF                  | 7 179        | 14,89        |             |             |  |
|                                                            | Serge Plana       | PCF                        | 3 654        | 7,57         |             |             |  |
|                                                            | Philippe Arnaud   | FN                         | 3 248        | 6,74         |             |             |  |
|                                                            |                   |                            |              |              |             |             |  |
| Inscrits                                                   | Inscrits          | Inscrits                   | 75 361       | 100,00       | 74 795      | 100,00      |  |
| Abstentions                                                | Abstentions       | Abstentions                | 26 438       | 35,08        | 20 573      | 27,51       |  |
| Votants                                                    | Votants           | Votants                    | 48 923       | 64,92        | 54 222      | 72,49       |  |
| Blancs et nuls                                             | Blancs et nuls    | Blancs et nuls             | 705          | 1,44         | 1 065       | 1,96        |  |
| Exprimés                                                   | Exprimés          | Exprimés                   | 48 218       | 98,56        | 53 157      | 98,04       |  |
| Source : Data.gouv.fr et Le Monde du 14 juin 1988, page 18 |                   |                            |              |              |             |             |  |

##### Analyse
Alors qu'il hésite à se représenter après huit années à l'Assemblée, Régis Perbet est poussé par ses amis à droite qui craignent le basculement à gauche de la circonscription (Jacques Chirac avait seulement obtenu 50,11 % dans un fief de droite depuis 1928) et c'est du bout des lèvres qu'il accepte d'être candidat. Perbet obtient facilement l'investiture du RPR et de l'UDF mais il doit affronter son ancien adjoint à Annonay Dominique Chambon qui à décider de tenter sa chance alors qu'à gauche le PS a décidé de soutenir la candidature du DVG Jacques Dondoux (ancien directeur général de la télécommunication et originaire de Saint-Agrève) qui durant la campagne rencontrera en personne le Premier Ministre Michel Rocard. La candidature Chambon empêche la réélection de Régis Perbet au premier tour alors que Dondoux réalise une forte percer au sein des électeurs du Nord-Ardèche et durant la campagne du second tour on assistera à un effet Perbet auprès de l'opinion alors que le candidat Dondoux critiquera durement son adversaire. C'est Régis Perbet qui sera réélu pour un quatrième mandat avec 51,31 % des voix et Jacques Dondoux obtient le score de 48,69 %. Le candidat Perbet est en tête dans les cantons Annonay-Sud, Lamastre, Satillieu, Saint-Félicien, Saint-Péray, Serrières et Tournon alors que Dondoux est vainqueur dans les cantons d'Annonay-Nord et de Saint-Agrève.

#### Troisième circonscription (Aubenas)
La circonscription de Largentière était composée des cantons de Antraigues, Aubenas, Burzet, Coucouron, Joyeuse, Largentière, Montpezat-sous-Bauzon, Saint-Étienne-de-Lugdarès, Thueyts, Valgorge, Vals-les-Bains, Vallon-Pont-d'Arc, Villeneuve-de-Berg et des Vans. Les quatre principaux candidats en lice dans cette circonscription (par ordre alphabétique) :
- Jean-Marie Alaize, 46 ans, conseiller régional et ancien député, représentant du PS ;
- Marc Champel, 40 ans, maire de Saint-Étienne-de-Lugdarès et vice-président du Conseil Général, candidat dissident du RPR ;
- Jean-François Michel, 37 ans, député sortant et maire de Vernoux-en-Vivarais, investi par l'UDF et soutenu par le RPR ;
- René Vidal, 53 ans, maire de Barnas, soutenu par le PCF.

| Candidat                                                   | Candidat              | Parti           | Premier tour | Premier tour | Second tour | Second tour |  |
| Candidat                                                   | Candidat              | Parti           | Voix         | %            | Voix        | %           |  |
| ---------------------------------------------------------- | --------------------- | --------------- | ------------ | ------------ | ----------- | ----------- |  |
|                                                            | Jean-Marie Alaize élu | PS              | 16 124       | 37,49        | 24 738      | 51,03       |  |
|                                                            | Jean-François Michel  | UDF (CDS) (URC) | 11 509       | 26,82        | 23 738      | 48,97       |  |
|                                                            | Marc Champel          | diss. RPR       | 6 723        | 15,67        |             |             |  |
|                                                            | René Vidal            | PCF             | 4 830        | 11,23        |             |             |  |
|                                                            | Raynaud Béraud        | FN              | 3 825        | 8,89         |             |             |  |
|                                                            |                       |                 |              |              |             |             |  |
| Inscrits                                                   | Inscrits              | Inscrits        | 64 008       | 100,00       | 63 959      | 100,00      |  |
| Abstentions                                                | Abstentions           | Abstentions     | 20 318       | 31,74        | 14 329      | 22,4        |  |
| Votants                                                    | Votants               | Votants         | 43 690       | 68,26        | 49 630      | 77,6        |  |
| Blancs et nuls                                             | Blancs et nuls        | Blancs et nuls  | 679          | 1,55         | 1 154       | 2,33        |  |
| Exprimés                                                   | Exprimés              | Exprimés        | 43 011       | 98,45        | 48 476      | 97,67       |  |
| Source : Data.gouv.fr et Le Monde du 14 juin 1988, page 18 |                       |                 |              |              |             |             |  |

##### Analyse
Investi par l'UDF et le RPR au détriment de Jean-Paul Ribeyre (maire de Vals-les-Bains et conseiller régional), Jean-François Michel doit faire face à la candidature dissidente de Marc Champel soutenu par le sénateur-maire d'Aubenas Bernard Hugo. Alors que la droite partait favorite dans cette circonscription, on va assister à un duel fratricide entre Michel et Champel qui va permettre à Jean-Marie Alaize d'arriver nettement en tête avec 37,34 % des suffrages soit onze points d'avance sur J-F Michel mais le maire de Vernoux sera mollement soutenu au second tour par Champel et Hugo ce qui permettra le retour aux affaires de J-M Alaize en s'imposant avec 51,03 % des voix contre 48,97 pour son concurrent UDF-RPR. Alaize est vainqueur dans les cantons d'Antraigues, Joyeuse, Thuyets, Valgorge, Vallon-Pont-d'Arc, Vals-les-Bains, Villeneuve-de-Berg et des Vans alors que Michel est en tête dans ceux d'Aubenas (donc 56 % dans la ville d'Aubenas), Burzet, Coucouron, Largentière, Montpezat et Saint-Étienne-de-Lugdarès.